# 20 Fenchurch Street
El 20 Fenchurch Street és un gratacels comercial de Londres que pren el seu nom de la seva adreça a Fenchurch Street, a l'històric districte financer de la City de Londres. S'ha sobrenomenat "The Walkie-Talkie" per la seva forma distintiva, que es diu que s'assembla a un auricular walkie-talkie. La construcció es va completar a la primavera de 2014 i el "jardí del cel" de tres pisos es va obrir el gener de 2015. L'edifici de 38 plantes fa 160 m d'alçada. Des del juliol de 2017, l'edifici és propietat de Lee Kum Kee Groups.
Dissenyat per l'arquitecte Rafael Viñoly i amb un cost de més de 200 milions de lliures esterlines, el carrer 20 de Fenchurch presenta una forma altament distintiva i pesada que sembla esclatar cap amunt i cap a fora. El pis d'entrada i els 34 pisos d'oficines estan rematats per un gran mirador. Hi ha un bar i restaurants a les plantes 35, 36 i 37; aquestes, amb restriccions, estan obertes al públic.
La torre es va proposar originalment a prop de 200 m (656 peus) d'alçada, però el seu disseny es va reduir després de les preocupacions pel seu impacte visual a la Catedral de Sant Pau i la Torre de Londres properes. Posteriorment es va aprovar l'any 2006 amb l'alçada revisada. Fins i tot després de la reducció d'altura, els grups patrimonials continuaven preocupant-se pel seu impacte a l'entorn. La secretària d'estat per a les comunitats i el govern local, Ruth Kelly, va demanar al projecte una altra investigació pública que, el 2007, va fallar a favor dels promotors i l'edifici va rebre el permís total d'urbanisme. El 2015 va ser guardonat amb la Copa Carbuncle pel pitjor edifici nou al Regne Unit en els 12 mesos anteriors.
El 2013, Paul Finch, del Design Council CABE, va dir que lamentava haver donat suport al projecte durant l'enquesta pública, dient que els desenvolupadors "ho van fer un embolic" i eren arquitectes de la seva pròpia desgràcia.